# 마크 플랫 (무용가)
마셀 에밀 개턴 리플랫(Marcel Emile Gaston LePlat, 1913년 12월 2일 ~ 2014년 3월 29일)은 예명 마크 플랫(Marc Platt)으로 잘 알려진 미국의 발레 무용수이자 배우였다.

## 출연 작품
- 발레 루스 (2005)
- 7인의 신부 (1954)
- 투나잇 앤 에브리 나잇 (1945)